# نيك طومسون
نيك طومسون (بالإنجليزية: Nick Thompson)‏ هو شخصية أعمال بريطاني، ولد في 1968.